# Anees Bazmee
Anees Bazmee est un réalisateur et scénariste indien très actif dans le cinéma de Bollywood. Il est originaire de Modasa.

## Biographie
Anees Bazmee commence sa carrière en 1988 en tant que scénariste chargé des dialogues du film Hum Farishte Nahin. Après une année sabbatique, il fait son retour en 1990 en écrivant le scénario du film Swarg, réalisé par David Dhawan et dans lequel jouent Rajesh Khanna et Govinda. En 1995, il a déjà écrit les scénarios de dix films, dont de grands succès tels que Aankhen.
Il débute en tant que réalisateur avec le film Hulchul mettant à l'écran Ajay Devgan et Kajol, film qui ne fut ni remarqué par la critique ni par le marché. Toutefois, il réunit le même couple d'acteurs en 1998 pour son deuxième film Pyaar To Hona Hi Tha, qui lui rempolrta un franc succès. Après ce film, Anees Bazmee se retira pendant cinq ans de la réalisation. Il revient en 2002 avec le thriller Deewangee, timide au box office. En 2005, il réalise la comédie No Entry réunissant de grandes stars de Bollywood ; ce film fut le plus grand hit de l'année. Puis, en 2007, il signe deux nouveaux succès avec  Welcome et Singh Is Kinng avec Akshay Kumar et Katrina Kaif dans les rôles principaux. Ces deux films furent des succès tant sur le plan commercial qu'auprès de la critique.

## Filmographie
| Année | Film                 |
| ----- | -------------------- |
| 1995  | Hulchul              |
| 1998  | Pyaar To Hona Hi Tha |
| 2002  | Deewangee            |
| 2005  | No Entry             |
| 2006  | Sandwich             |
| 2007  | Welcome              |
| 2008  | Singh Is Kinng       |
| 2009  | Naam                 |
| 2009  | It's My Life         |
| 2010  | Hera Pheri 4         |
| 2011  | Thank You            |

## Récompenses
- International Indian Film Academy

En 2006, il a été nommé pour la meilleure photographie du film No Entry (2005).
- Zee Cine Awards

En 2005, il a été nommé pour le meilleur scénario du film Mujhse Shaadi Karogi (2004)